# ABC Riverina
ABC Riverina – australijska stacja radiowa należąca do publicznego nadawcy Australian Broadcasting Corporation (ABC), a ściślej do jego sieci rozgłośni lokalnych i regionalnych ABC Local Radio. Obsługuje część Nowej Południowej Walii znaną jako Riverina, w południowej części stanu. Została uruchomiona w 1931 roku pod nazwą 2CO, przy czym główne studio mieściło się wówczas w Albury. Od 1987 siedzibą stacji jest Wagga Wagga. W czasie, gdy stacja nie nadaje własnego programu, transmituje audycje siostrzanej rozgłośni 702 ABC Sydney lub program wspólny dla całej sieci ABC Local Radio. 